# Комплекс з виробництва добрив у Мбао
Комплекс з виробництва добрив у Мбао – виробничий майданчик в одному з районів сенегальської столиці Дакару.
Завод ввели в дію не пізніше 1984-го (відомо, що цього року він реалізував 12 тисяч тонн комплексних добрив). Його власником є компанія Industries Chimiques du Sénégal (ICS), що в 1984-му запустила розташований далі від узбережжя (біля фосфоритової копальні Таїба) завод фосфорної кислоти в Дару. 
Постачена залізницею з Дару кислота використовується для продукування діамонійфосфату (результат реакції фосфорної кислоти та аміаку) і комплексних азотно-фосфорно-калійних добрив. Аміак постачають з Нігерії, де ICS має свою дочірню компанію, крім того, імпортують сечовину та хлорид калію. Необхідні для виробництва комплексних добрив певні обсяги сульфатної кислоти може постачати все той же завод в Дару.
Потужність майданчику в Мбао становить 250 тисяч тонн діамонійфосфату та комплексних добрив на рік. Основним споживачем є сільське господарство самого Сенегалу, хоча незначні обсяги можуть експортуватись, так, в 2022-му експорт склав 3,4 тисячі тонн комплексних добрив.
Можливо також відзначити, що в 2014-му ICS, яка перебувала у важкому фінансовому положенні, була викуплена сінгапурською компанією Indorama. Остання стала власником 78% акцій, тоді як іншими учасниками є уряд Сенегалу (15%), індійська Indian Farmers Fertilizer Cooperative Limited (6,78%) та індійський уряд (0,22%).